# Дейнека Іван Якович
Дейнека Іван Якович (нар. 5 липня 1904, Опішня, Полтавської губернії, тепер Полтавської області — 25 січня 1970, Одеса) — український хірург, доктор медичних наук (1946), професор (1947), заслужений діяч науки УРСР, директор Вінницького та Одеського медичних інститутів.

## Біографія
Народився 22 червня (5 липня) 1904 р. в селищі Опішня Зіньківського повіту Полтавської губернії (тепер смт. Опішня, Зіньківський район, Полтавська область) в родині селянина-бідняка. Батько, Яків Омелянович — сторож в Опішнянській земській керамічній майстерні, згодом — писар Полтавського губернського земства. Мати, Уляна Савівна — домогосподарка, виховувала 5 синів та 2 доньки.
У 1918 році Іван Дейнека закінчив двокласне сільське училище, у 1922 році — Полтавське фельдшерське училище, після закінчення якого працював у Кирило-Ганнівській лікарні Опішнянського районуу Полтавської обл., де робив щеплення від віспи, а потім працював фельдшером (1922—1924). У цей же час працював секретарем у повітовому комітеті бідноти.
У 1924 році вступив до 1-го Харківського медичного інституту на лікувальний факультет. Водночас працював у 5-й робітничій поліклініці фельдшером. З 1928 року працював на кафедрі оперативної хірургії Харківського медичного інституту препаратором.
У 1929 році закінчив Харківський медичний інститут. Після закінчення інституту залишився навчатися в аспірантурі, працював асистентом, і згодом, до лютого 1939 року — доцентом на кафедрі оперативної і топографічної анатомії госпітальної хірургії (вчене звання йому присвоєно Центральною кваліфікаційною комісією Народного комісаріату охорони здоров'я УРСР у жовтні 1936 році). У цей же період працював асистентом кафедри науково-дослідної хірургії (1929—1933), та асистентом  хірургічного відділення Центрального Українського онкологічного інституту у Харкові (1932—1939).
У 1937 році успішно захистив дисертацію на здобуття наукового ступеня кандидата медичних наук на тему «Клиника эхинококкоза лёгких». Ця праця отримала високу оцінку від професора Мельникова О. В.
З грудня 1938 року по жовтень 1941 року очолював новостворену кафедру оперативної хірургії і топографічної анатомії Курського медичного інституту. Водночас у 1940 році організував онкологічне відділення Курської обласної лікарні та став його першим завідувачем, а у січні 1941 року очолив 3-тє хірургічне відділення.
На початку війни, в 1941 році Іван Дейнека був консультантом Курського розподільного евакопункта. У жовтні 1941 року його евакуйовано до Свердловська (тепер Єкатеринбург), а з грудня 1941 по березень 1943 працював головним хірургом і заступником начальника Управління госпіталів ВЦРПС по Свердловській та Молотовській (тепер Пермська) областях.
У 1943—1944 роках за сприянням професора О. В. Мельникова переведений на посаду доцента кафедри факультетської хірургії Військово-Морської медичної академії. Після демобілізації Іван Дейнека призначений в.о. директора (вересень 1944 — червень 1945), а потім директором Вінницького медичного інституту (1945—1951), де також завідував кафедрою факультетської хірургії.
У 1951 році переведений на посаду директора Одеського медичного інституту та обраний завідувачем кафедри загальної хірургії педіатричного та стоматологічного факультетів (1951—1958), яка з осені 1963 року стала кафедрою шпитальної хірургії Одеського медичного інституту. Член Ученої ради Міністерства охорони здоров'я УРСР, член експертної комісії Міністерства вищої освіти УРСР.
Іван Дейнека помер 25 січня 1970 року після тривалої хвороби, похований на 2-му Християнському кладовищі в Одесі.

## Наукова діяльність
Напрямки наукових досліджень: проблеми пухлинної патології прямої кишки та ранньої діагностики передракових захворювань, лікування та діагностика ехінококозу внутрішніх органів.
Іван Дейнека зробив великий внесок у розвиток вітчизняної проктології. Захистив докторську дисертацію на тему «Передракові захворювання прямої кишки» (1947).
Більше 30 років вивчав проблеми ехінококозу внутрішніх органів, розробив методи діагностики та лікування цього захворювання. Одним з перших застосував сканування печінки при її ехінококовому ураженні.
Іван Дейнека створив спеціалізоване відділення грудної хірургії та проктології, вивчав захворювання щитоподібної залози та розробив методи хірургічного лікування, сприяв подальшому розвитку судинної хірургії. Оперував на всіх ділянках тіла людини, його операції були анатомічними, швидкими й органозберігаючими. Під керівництвом Івана Дейнеки розроблені питання знеболювання, алопластики, гнійної хірургії. За його сприянням та активною участю в Одесі створили першу в республіці проктологічну клініку (1965 р.), якою керував до останніх днів свого життя.
Під керівництвом Івана Дейнеки виконано понад 30 кандидатських і докторських дисертацій.
Багато уваги вчений приділяв роботі Одеського наукового товариства хірургів, головою якого був останні 19 років. Також був членом Всесоюзного та Республіканського наукових товариств хірургів, брав активну участь у їх діяльності, був членом редакційних рад журналів «Клиническая хирургия» та «Врачебное дело».

## Наукові праці
- «Анализ 1000 случаев ранения в брюшную полость» (1946),
- «Хронические раневые остеомиелиты ребер и их лечение» (1947),
- «Сочетание ранений грудной и брюшной полостей» (1947),
- «Послераневые и послеоперационные вентральные грыжи передней стенки живота, и их лечение» (1948) и др.
- Эхинококк легких [Текст]. — Киев: ДМВ, 1955. — 278 с.
- Эхинококкоз человека [Текст]. — Москва: Медицина, 1968. — 376 с., 2 л. ил. : ил.

## Нагороди та відзнаки
- орден Леніна
- два ордени Трудового Червоного Прапора
- орден «Знак Пошани» (1948)
- медаль «За перемогу над Німеччиною у Великій Вітчизняній війні 1941—1945 рр.» (1945)
- медаль «За доблесну працю у Великій Вітчизняній війні 1941—1945 рр.» (1945)
- Почесна грамота Президії Верховної Ради Української РСР (17.09.1964)
- подяка від Міністерства охорони здоров'я СРСР (1945)
- подяка від Міністерства охорони здоров'я УРСР (1946)
- премія ім. С. І. Спасокукоцького АН СРСР (1956)
- заслужений діяч науки УРСР (1957)
- заслужений працівник вищої школи УРСР